# Lawrence Wong
Lawrence Wong (Szingapúr, 1972. december 18. –) szingapúri közgazdász, politikus, a városállam negyedik miniszterelnöke (2024-től), és közülük az első, aki már a függetlenség elnyerése után született.

## Életpályája
1972-ben született, egy egyszerű, átlagos családban, amely egy bérházban lakott a város keleti részén. Kínában született apja kereskedő volt, anyja pedig általános iskolai tanár. Bátyjával együtt abba az iskolába járt, ahol anyja tanított, és a középiskolát is a lakhelyéhez közel választotta ki. Állami ösztöndíjjal került az amerikai Wisconsin–Madison és a Michigani Egyetemre, ahol az előbbin alapszakos, az utóbbin pedig mester szintű közgazdászdiplomát szerzett. Később a Harvard posztgraduális intézetében, a Kennedy Schoolban közigazgatási végzettsége is lett.
Közgazdászként a kereskedelmi minisztériumban kezdte a pályáját, majd egyre fontosabb pozíciókat töltött be. Volt Li Hszien Lung miniszterelnök magántitkára és az energiapiaci hatóság vezetője is. Először 2011-ben választották meg parlamenti képviselőnek a – Szingapúrt a függetlensége óta irányító – Népi Akció Párt (PAP) színeiben, majd egymás után kétszer választották újra, mindeközben beválasztották a jegybank igazgatótanácsába, de miniszteri tisztségeket is betöltött a kulturális, művelődési és ifjúsági, a nemzeti fejlesztési és az oktatási minisztériumokban. 2020-ban a koronavírus-járványt kezelésére létrehozott munkacsoport társelnökeként vált ismertté, mikor is a korlátozásokra vonatkozó kemény döntéseit ügyesen és rendíthetetlen nyugalommal kommunikálta. 2021-ben pénzügyminiszterré nevezték ki, 2023-ban a jegybank igazgatótanácsának elnöke lett.
2022 áprilisában jelölték ki Li kormányfő utódjának, és közben miniszterelnök-helyettessé léptették elő. 2024. május 15-én tette le hivatali esküjét – azt követően, hogy a 72 éves Li Hszien Lung, húsz évnyi kormányzás után bejelentette távozását a városállam éléről –, és amelyben úgy fogalmazott, hogy „a holnap jobb lesz, mint a ma”. Az új kormányban megtartotta magának a pénzügyi tárca vezetését, és az új miniszterelnök-helyettesek kinevezését leszámítva átvette a Li-kormány minisztereit, ugyanakkor a korábbi kormányfő magas rangú miniszterként a kabinet tagja maradt.